# FlowBackのFlow it Back
『FlowBackのFlow it Back』（フロウバックのフロウイットバック）は、ニッポン放送で2017年3月4日から2019年3月27日まで放送されたラジオ番組。
この番組ではFlowBack自体の魅力を「多面的にみせる」と共に、音楽とトークを組み合わせたラジオ番組である。

## 放送時間
- 毎週土曜日 21:30 - 21:40(2017年3月4日 - 2017年3月25日)
- 毎週月曜日 19:00 - 19:20(2017年4月3日 - 9月、2018年4月2日 - 2018年9月24日)
- 毎週水曜日 21:30 - 21:40(2017年10月 - 2018年3月)
- 毎週水曜日 21:30 - 21:50(2018年10月3日 - 2019年3月27日)

## パーソナリティ
- FlowBack